# Боралдайские курганы
Курганный некрополь Боралдай — комплекс из 47 курганов раннего железного века, расположенных на северо-западе Алма-Аты. Захоронения принадлежат племенам саков и усуней. Комплекс впервые научно описан и зарегистрирован археологом Агеевой в 1956 году.

## Расположение
Курганный некрополь Боралдай расположен на юго-восточной окраине посёлка Боралдай на высоком левом берегу реки Большая Алматинка. Протяженность могильника составляет 3 км, а ширина — 800 метров. На юге могильник простирается до БАКа. Площадь комплекса составляет 430 гектаров.

## Состав археологического комплекса
Некрополь состоит из 47 сакских и уйсуньских курганов, расположенных цепочками юг-север и юго-запад-северо-восток. Самый большой курган высотой 14 метров и диаметром 100 метров находится в центре некрополя. Несколько курганов высотой 5-6 метров и диаметром 60-80 метров. Средние курганы высотой 3 метров, диаметром 30-40 метров. Малые курганы высотой 1-1,5 метров, диаметром 10-20 метров.
В начале 1990-х годов курганный некрополь мог быть частично утрачен. Бурундайский кирпичный завод, чьи карьеры вплотную приблизились к некрополю, израсходовал свои запасы глины. Было известно, что на площади в 60 га некрополя имеются значительные запасы глины. Завод предложил властям вариант: выделить ему часть некрополя, содержащего запасы глины. Взамен он обещал оплатить расходы по предварительным раскопкам курганов. Институт археологии был готов заключить сделку, однако другой контролирующий орган — институт «Казпроектреставрация» — был против. Бурундайские курганы удалось отстоять. Геологи доказали, что глина есть не только на могильниках, и кирпичный завод переместил карьеры на некоторое расстояние от некрополя. На сегодняшний день Бурундайский могильник — это единственный в окрестностях Алма-Аты памятник, сохранивший свою топографию и ландшафт.
Курган Боралдай относится к началу железного века, а также имеет связь с сакским народом. Имеются макеты древних сакских жилищ, где в центре находится каменный очаг.
Жилое пространство разделено на зоны для приготовления еды, сна, занятий ремесла. Имеется ниша для хранения зерна, ячменей и других припасов на зиму.

## Археологический парк «Боралдайские сакские курганы»
Постановлением акимата города Алматы № 1/185-390 от 28 марта 2006 года территория, занимаемая курганами, была передана под юрисдикцию Музея Алматы для создания уникального музея под открытым небом — Археологического парка «Боролдайские сакские курганы», который должен включать в себя археологический парк и этнопарк «Памятники кочевой архитектуры и быта казахского народа».
По мнению видного казахстанского археолога Байпакова, необходимость создания современного музея давно назрела, так как на сегодняшний день они представляют собой курганы, заросшие ковылем и бурьяном. По его мнению необходимо использовать опыт подобных музеев в Венгрии и Южной Корее, где можно и отдохнуть, и посмотреть, и прикоснуться к истории. Он отмечает, что археология — это наука, связанная и с экономикой. Памятник необходимо не только раскопать, изучить и написать диссертацию, но и сделать так, чтобы открытия создавали условия для развития туризма.
В 2016 году учёный секретарь Объединения музеев г. Алма-Аты М. М. Нурпеисов уточнил, что основным направлением развития является идея экопарка. Планируется, что вокруг будут небольшие рощицы, а в центральной части этого парка, где находятся сами курганы, необходимо, чтобы ландшафт был максимально сохранён.
27 мая 2017 года в парке проводился фестиваль кочевой культуры, в рамках которого посетители могли в реальности увидеть «Сарматскую жрицу», которая была найдена была в кургане Таксай 1, золотые украшения и изделия сакской культуры. Посетители также приняли участие в субботнике по облагораживанию территории парка.

## Статус памятника
10 ноября 2010 года был утверждён новый Государственный список памятников истории и культуры местного значения города Алматы, одновременно с которым все предыдущие решения по этому поводу были признаны утратившими силу. В этом Постановлении был сохранён статус памятника местного значения Боролдайским курганам. Границы охранных зон были утверждены в 2014 году.